# Gabriel Monter Bages
Gabriel Monter Bages (Reus, 2 de desembre de 1690 - Reus, 30 de juliol de 1754) va ser un metge i polític català.
Va ser una de les figures més destacades entre els botiflers partidaris de Felip a Reus. L'arxiver setcentista reusenc Saldoni Vilà l'inclou en una llista titulada «Notícia de aquells hòmens de Reus, que al temps predominava Cataluña lo Archiduch Carlos, fins a l'any 1713, que entrà lo duch de Popoli per general al citi de Barcelona, se an tornat botiflés, capitulant als imperials». Fill de família acabalada, va estudiar medicina a Barcelona, sota la protecció del doctor Fornes d'Hostalric. L'actuació pública de Monter va començar el 1719 a l'ajuntament de Reus quan va ser nomenat secretari, on va presentar un «Projecte d'instrucció per tots els mestres d'ensenyansa de la vila de Reus», que es pot llegir, escrit de la seva mà, al llibre d'actes municipals d'aquell any, i on fa una lloança descarada de Felip V. El 1720, el 1724 i el 1728 va ser regidor a l'ajuntament de Reus. El 1721, delegat per l'ajuntament, es va desplaçar a Barcelona per a gestionar diverses causes pendents, i el 1731 va ser designat alcalde de Reus, des d'on va proposar la inspecció anual, per part de l'ajuntament, de les escoles públiques, l'hospital i l'església de Sant Pere, cosa que va permetre que s'organitzés el funcionament intern d'aquestes institucions. A l'hospital, per exemple, va fer reformes dels espais interiors, i va destinar una partida pel pagament als apotecaris de les medicines que s'usaven. També el 1731, després de demanar infructuosament la construcció d'un quarter per a la tropa, sobretot per la cavalleria, per tal d'alleugerir la servitud dels ciutadans en temps de mobilitzacions, va habilitar una pleta o corral que era del comú, situat al raval de Santa Anna i el va transformar en caserna. Pel juny d'aquell mateix any va posar la primera pedra de les reformes que s'havien de fer a l'antic convent de Sant Francesc. I el 1750, quan era regidor degà, va reorganitzar les escoles municipals, contractant dos mestres de gramàtica, sis d'instrucció primària i tres per a nenes. L'ajuntament va decidir, a petició seva, proposar l'establiment a Reus d'un col·legi sota la direcció dels escolapis, i es va enviar un escrit als escolapis de Mataró per convidar-los a venir a Reus a fundar una escola.
Josep Olesti explica que Pere Gras el considera autor d'un llibre: "Reusenses notables: Dr. Pedro Ballvé, prior de San Pedro, Buenaventura Sales Bofarull y Antonio Sales Simó, canónigos de Tarragona", però és una obra de la que ningú més no en parla ni es coneix. L'historiador reusenc Andreu de Bofarull indica que és autor de diverses composicions poètiques i d'una sarsuela sacra posada en música. El 1728 es va representar a Reus i després a Tarragona una òpera «al estilo italiano» traduïda per Gabriel Monter. D'ell es va imprimir només el pròleg d'una obra dedicada al Papa Benet XIV amb el títol de: Reverentissima representatio, candissima expositio, atque humillima, profundissimaque supicatio, quas postratus subjicit, offert et annuntiat ssmo. Domino Nostro Benedicto divina Providentia Papae XIV, super librum in quo scholasticae demonstrationes affulgent, dificultates omnes quaestionum de Divina Gratia, l'any 1742, i «lo demás quedó manuscrito en poder de sus herederos y en la actualidad se ignora su paradero».